# هانا (ایندیانا)
هانا (به انگلیسی: Hanna) یک منطقهٔ مسکونی در ایالات متحده آمریکا است که در شهرستان لاپورته، ایندیانا واقع شده‌است. هانا ۴۶۳ نفر جمعیت دارد و ۲۱۶٫۱۱ متر بالاتر از سطح دریا واقع شده‌است.